# Sunapee
Sunapee – miasto w Stanach Zjednoczonych, w stanie New Hampshire, w hrabstwie Sullivan.